# Triodia
Triodia R.Br., 1810 è un genere di piante erbacee della famiglia delle Poaceae o Graminaceae, endemico dell'Australia. È l'unico genere della sottotribù Triodiinae (sottofamiglia Chloridoideae, tribù Cynodonteae).
Localmente le specie di questo genere sono note come spinifex (da non confondere le specie dell'omonimo genere di graminacee Spinifex).

## Tassonomia
Il genere comprende le seguenti specie:
- Triodia acutispicula Lazarides
- Triodia aeria Lazarides
- Triodia angusta N.T.Burb.
- Triodia aristiglumis (Lazarides) Lazarides
- Triodia aurita Lazarides
- Triodia barbata R.L.Barrett & M.D.Barrett
- Triodia basedowii E.Pritz.
- Triodia basitricha M.D.Barrett
- Triodia biflora Lazarides
- Triodia birriliburu B.M.Anderson
- Triodia bitextura Lazarides
- Triodia brizoides N.T.Burb.
- Triodia bromoides (F.Muell.) Lazarides
- Triodia bunglensis (S.W.L.Jacobs) Lazarides
- Triodia burbidgeana S.W.L.Jacobs
- Triodia bynoei (C.E.Hubb.) Lazarides
- Triodia caelestialis G.Armstr.
- Triodia celsa M.D.Barrett
- Triodia chichesterensis B.M.Anderson
- Triodia claytonii Lazarides
- Triodia compacta (N.T.Burb.) S.W.L.Jacobs
- Triodia concinna N.T.Burb.
- Triodia contorta (Lazarides) Lazarides
- Triodia cremnophila R.L.Barrett & M.D.Barrett
- Triodia cunninghamii Benth.
- Triodia danthonioides (F.Muell.) Lazarides
- Triodia desertorum (C.E.Hubb.) Lazarides
- Triodia diantha M.D.Barrett
- Triodia dielsii (C.E.Hubb.) Lazarides
- Triodia epactia S.W.L.Jacobs
- Triodia fissura Barrett, Wells & Dixon
- Triodia fitzgeraldii C.A.Gardner ex N.T.Burb.
- Triodia glabra B.M.Anderson & M.D.Barrett
- Triodia gracilis (Lazarides) Crisp & Mant
- Triodia helmsii (C.E.Hubb.) Lazarides
- Triodia hubbardii N.T.Burb.
- Triodia inaequiloba N.T.Burb.
- Triodia infesta B.M.Anderson & M.D.Barrett
- Triodia integra Lazarides
- Triodia intermedia Cheel
- Triodia inutilis N.T.Burb.
- Triodia irritans R.Br.
- Triodia lanata J.M.Black
- Triodia lanigera Domin
- Triodia lanosa (Lazarides) Crisp & Mant
- Triodia latzii Lazarides
- Triodia longiceps J.M.Black
- Triodia longiloba Lazarides
- Triodia longipalea Lazarides
- Triodia mallota B.M.Anderson & M.D.Barrett
- Triodia marginata N.T.Burb.
- Triodia melvillei (C.E.Hubb.) Lazarides
- Triodia microstachya R.Br.
- Triodia mitchellii Benth.
- Triodia molesta N.T.Burb.
- Triodia nana B.M.Anderson
- Triodia pascoeana B.K.Simon
- Triodia pisoliticola Trudgen & M.D.Barrett
- Triodia plectrachnoides N.T.Burb.
- Triodia plurinervata N.T.Burb.
- Triodia procera R.Br.
- Triodia prona Lazarides
- Triodia pungens R.Br.
- Triodia racemigera C.A.Gardner
- Triodia radonensis S.W.L.Jacobs
- Triodia rigidissima (Pilg.) Lazarides
- Triodia roscida N.T.Burb.
- Triodia salina Lazarides
- Triodia scariosa N.T.Burb.
- Triodia schinzii (Henrard) Lazarides
- Triodia scintillans B.M.Anderson & M.D.Barrett
- Triodia secunda N.T.Burb.
- Triodia spicata N.T.Burb.
- Triodia stenostachya Domin
- Triodia stipoides (S.W.L.Jacobs) Crisp & Mant
- Triodia tomentosa S.W.L.Jacobs
- Triodia triaristata Lazarides
- Triodia triticoides C.A.Gardner
- Triodia uniaristata (Lazarides) Lazarides
- Triodia vanleeuwenii B.M.Anderson & M.D.Barrett
- Triodia vella Lazarides
- Triodia veniciae M.D.Barrett
- Triodia wiseana C.A.Gardner